# Louis King (baloncestista)
Louis D'ajon King (Secaucus, Nueva Jersey; 6 de abril de 1999) es un baloncestista estadounidense que pertenece a la plantilla de los Fujian Sturgeons de la CBA china. Con 2,01 metros de estatura, ocupa la posición de alero.

## Trayectoria deportiva

### High school
King distribuyó sus años de instituto en tres centros privados católicos del estado de Nueva Jersey, Roselle Catholic, Pope John XXIII y Hudson Catholic. En su última temporada promediaba 15,2 puntos y 4,4 rebotes por partido, hasta que en el mes de enero sufrió una grave lesión en la rodilla tras aterrizar mal después de hacer un mate. Fue seleccionado para disputar el McDonald's All-American Game y el Jordan Brand Classic, pero no pudo participar en los mismos debido a la lesión.

### Universidad
Jugó una temporada con los Ducks de la Universidad de Oregón, en la que promedió 13,5 puntos,  5,5 rebotes y 1,3 asistencias por partido. Fue incluido en el mejor quinteto freshman de la Pac-12 Conference. Al término de la temporada, se declaró elegible para el Draft de la NBA, renunciando así a los tres años que le restaban de carrera.

#### Estadísticas
| Año     | Equipo | PJ | PT | MPP  | %TC  | %3P  | %TL  | RPP | APP | ROB | TPP | PPP  |
| ------- | ------ | -- | -- | ---- | ---- | ---- | ---- | --- | --- | --- | --- | ---- |
| 2018–19 | Oregon | 31 | 28 | 30.4 | .435 | .386 | .785 | 5.5 | 1.3 | .9  | .2  | 13.5 |

### Profesional
Tras no ser elegido en el Draft de la NBA de 2019, en el mes de julio firmó un contrato dual con los Detroit Pistons de la NBA, y su flilal de la G League, los Grand Rapids Drive.
El 1 de mayo de 2021 firmó un contrato dual con los Sacramento Kings y su filial en la G League, los Stockton Kings. Fue despedido el 22 de febrero de 2022, y readquirido por los Westchester Knicks unos días después.
El 3 de noviembre de 2022, forma parte de la plantilla de Rio Grande Valley Vipers, pero el 26 de diciembre firma un contrato dual con Philadelphia 76ers, que le permitió jugar con su filial de la NBA G League, los Delaware Blue Coats. Disputó un encuentro, el último de la temporada, con el primer equipo donde anotó 20 puntos, y ayudó al equipo filial a ganar el título.
El 18 de octubre de 2023, firma con Los Angeles Lakers, pero es cortado al día siguiente. El 9 de noviembre de 2023 fue incluido en la lista de la noche inaugural de los South Bay Lakers.
El 1 de marzo de 2024, es adquirido por Capitanes de Ciudad de México, pero el 27 de marzo firma con los Criollos de Caguas del BSN de Puerto Rico.
En octubre de 2024 regresa a Capitanes de Ciudad de México como parte del training camp para la temporada 2024-25.
El 20 de diciembre de 2024 fichó por los Fujian Sturgeons de la CBA china.

## Selección nacional
King representó a su país en el Campeonato Mundial de Baloncesto Sub-19 de 2017 en Egipto, donde los estadounidenses se ubicaron en la tercera posición al finalizar el torneo. 

## Estadísticas de su carrera en la NBA

### Temporada regular
| Año     | Equipo       | PJ | PT | MPP  | %TC  | %3P  | %TL   | RPP | APP | ROB | TPP | PPP  |
| ------- | ------------ | -- | -- | ---- | ---- | ---- | ----- | --- | --- | --- | --- | ---- |
| 2019-20 | Detroit      | 10 | 0  | 6.2  | .381 | .364 | .000  | 1.0 | .5  | .2  | .0  | 2.0  |
| 2020-21 | Sacramento   | 6  | 1  | 14.2 | .500 | .364 | 1.000 | 3.4 | 1.5 | 1.2 | .5  | 7.3  |
| 2021-22 | Sacramento   | 10 | 0  | 10.4 | .319 | .296 | .700  | 1.2 | .9  | .2  | .1  | 4.5  |
| 2022-23 | Philadelphia | 1  | 0  | 29.0 | .615 | .500 | .000  | 4.0 | 2.0 | 1.0 | .0  | 20.0 |
| Total   | Total        | 27 | 1  | 10.4 | .417 | .351 | .650  | 1.6 | .9  | .4  | .1  | 4.8  |